# Okumaella okumae
Okumaella okumae là một loài nhện trong họ Theridiidae. Chúng thuộc chi đơn loài Okumaella và được Hajime Yoshida miêu tả năm 1988.